# Костромин, Виктор Григорьевич
Виктор Григорьевич Костромин — советский хозяйственный и политический деятель.

## Биография
Родился в 1923 году в деревне Каменка. Член КПСС.
Окончил Харьковский электромеханический институт.
В 1949—1958 гг. — инженер, начальник цеха Харьковского электромеханического завода, инструктор Харьковского обкома КП Украины, секретарь парткома Харьковского электромеханического завода.
В 1958—1960 гг. — директор завода «Южкабель».
В 1960—1967 гг. — директор завода «Электромашина».
В 1967—1989 гг. — директор ВНИПКИТЭМ.
В 1989—1995 гг. — главный специалист по маркетинговым исследованиям НИПКИ «ВЭЛТ».
Делегат XXV съезда КПСС.
За создание и серийное освоение всесоюзной единой серии асинхронных электродвигателей 4а был в составе коллектива удостоен Государственной премии СССР в области науки и техники 1979 года.
Умер в 2010 году в Харькове.